# ریشه در دشت خون
ریشه در دشت خون یک مجموعه تلویزیونی مناسبتی محصول سال ۱۳۷۵ به کارگردانی حسین فرخی، نویسندگی آمنه ثابت قدم و تهیه‌کنندگی محسن ابراهیمی می‌باشد که از شبکه دو پخش شد.

## خلاصه داستان
پس از کشته شدن مسلم بن عقیل، عده‌ای از کوفیان به خود می‌آیند، عده ای می‌گریزند و عده ای دیگر پنهان می‌شوند. این در حالی است که کاروان حسین بن علی در مسیر کوفه محاصره شده‌است. عبدالله، یکی از حامیان حسین به نام نافع بن هلال، قاری قرآن، را تهدید می‌کند با یزید بن معاویه بیعت کند. نافع از کوفه خارج می‌شود و به سپاه امام می‌پیوندد

## بازیگران
- اسماعیل بختیاری
- امیر بختیاری
- پریدخت اقبالپور
- حسین افشار
- حسین راضی
- حسین رجائی‌دوست
- حسین نیک‌اخلاق
- حمید مهرآرا
- رضا سعیدی
- رضا شیشه‌ای
- رضا عزیزی
- سعید داخ
- شمسی فضل‌الهی
- عقیل گلزار
- علیرضا درویش‌نژاد
- فخرالدین صدیق‌شریف
- فخری سلطانی
- مصطفی طاری
- مصطفی عبداللهی
- منوچهر بهروج
- نسرین نکیسائی
- نگار فروزنده
- هما خاکپاش

## عوامل تولید
- کارگردان: حسین فرخی
- نویسنده: آمنه ثابت قدم
- تصویربردار و نورپرداز: محمود نوروزی
- موسیقی: فریبرز لاچینی
- مدیر دوبلاژ: جلال مقامی
- افکت و میکس صدا: بهمن امامی
- منشی صحنه: محسن حسینی
- تدوین: احمد طلائی
- طراح صحنه: عباس برزگر
- مسئول فنی: رسول ائمه دوست
- گریم: خردمند - رجائیان و کاشانی
- خط و تیتراژ: فرخ اژدری
- مدیر تولید: فرخ اژدری